# Leconfield and Arram

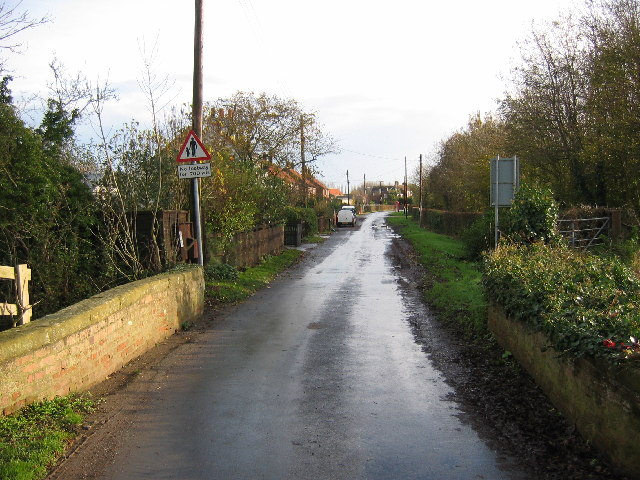
Arram

Leconfield and Arram var en civil parish från 1866 till 1935 då den blev en del av Leconfield, i grevskapet East Riding of Yorkshire, i England. Civil parish var belägen 4 km från Beverley och hade 283 invånare år 1931.